# Martin Jankowski

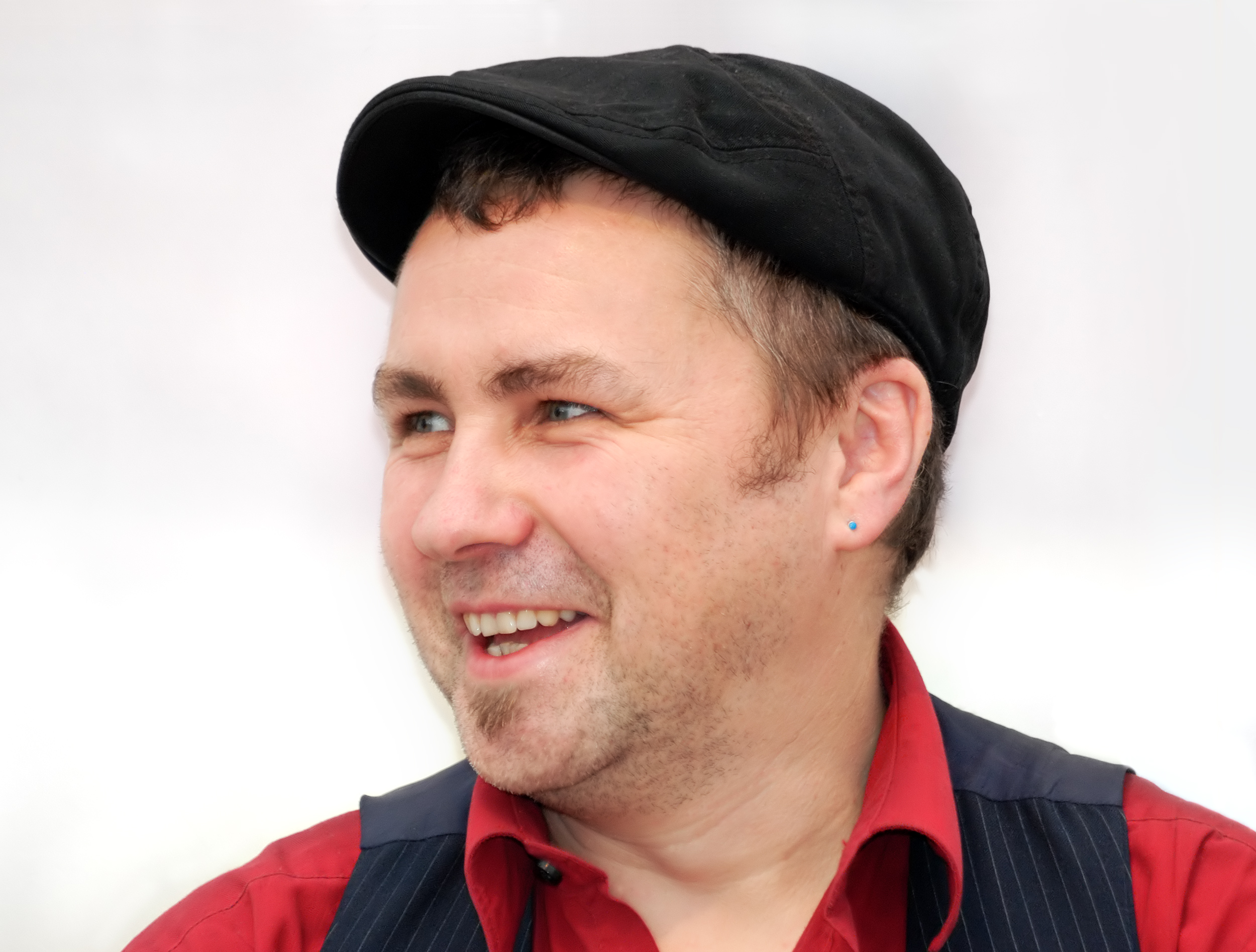
Martin Jankowski, 2008

Martin E. Jankowski (* 1965 in Greifswald) ist ein deutscher Schriftsteller.

## Leben
Er wuchs in Gotha auf und war in den 1980er Jahren als Lyriker und Sänger Teil der oppositionellen Szene um die Nikolaikirche und die Leipziger Liederszene. Von 1982 bis zum Ende der DDR wurde er von der Stasi bei zwei Operativen Vorgängen mit Zersetzungsmaßnahmen konfrontiert. Jankowski konnte deshalb nicht studieren, hatte Auftritts-, Veröffentlichungs- und Reiseverbot und lebte in einer „verwanzten“ Wohnung.
Von 1990 bis 1995 lebte er in Fürstenwalde/Spree, wo er die Kulturfabrik am Dom mitbegründete. Seit 1995 lebt Jankowski als Schriftsteller in Berlin. Neben Songs, Gedichten, Erzählungen und Essays veröffentlichte er Bühnentexte, Literaturkritik und einen Roman. Ab 2000 arbeitete er für verschiedene Museen und internationale Kunstprojekte als Autor und Kurator, darunter die Sammlung Berggruen und das Ethnologische Museum Dahlem. 
2003 war er Gastlektor für Neue Deutsche Literatur an der Universitas Indonesia. 2001 bis 2004 arbeitete er für das internationale literaturfestival berlin. Bis 2010 betreute er dort die Programmsparte Specials. 2003 und 2004 war er Vorsitzender des Deutsch-Indonesischen Kulturinstituts in Berlin. Seit 2004 ist er Gastgeber des Literatursalons am Kollwitzplatz. Seit 2005 leitet er die Berliner Literarische Aktion. 2006 erhielt er das Alfred-Döblin-Stipendium und unternahm im Auftrag von IndonesiaTera Stiftung und deutscher Botschaft Lesereisen durch Indonesien (auch 2008, sowie 2010 auf Einladung des Goethe-Instituts). 2007 bis 2010 war er Gastgeber des Literatursalons Mitte. Von 2012 bis 2020 organisiert er den Berliner Literatursalon Karlshorst, seit 2020 den Literatursalon am Weißen See. 
Jankowski ist gelegentlich als Theaterregisseur und regelmäßig als Herausgeber tätig. 2011 leitete er das Jakarta Berlin Arts Festival, 2016 das Literaturfestival stadtsprachen in Berlin. 2015 und 2016 war er Gastlektor für neueste deutsche Literatur, Theater und Geschichte an der Portland State University (Oregon/USA). 
Seit 2017 leitet er die internationale Literaturreihe Parataxe und ist Herausgeber des mehrsprachigen online-Literaturmagazins stadtsprachen.de, 2018 leitete er zudem das bilinguale Literaturfestival Berlin New York = URBAN DICTIONARY, 2021 das MIDDLE EAST UNION Festival sowie das UNRAST Berlin – deutsch-polnisches Literaturforum. 2022 war er Mitgründer des PEN Berlin, 2023 leitete er das Berlin Asia Arts Festival.
Jankowski lebt seit 1995 als freier Schriftsteller in Berlin und hat zwei Töchter, darunter die Schauspielerin Rahel Johanna Jankowski.

## Werke
- Rabet oder Das Verschwinden einer Himmelsrichtung. Roman. via verbis, München 1999, ISBN 3-933902-03-7.
- Seifenblasenmaschine – Berliner Szenen. Erzählungen und Short Storys. Schwartzkopff Buchwerke, Hamburg-Berlin 2005, ISBN 3-937738-32-0.
- Indonesisches Sekundenbuch. Gedichte, zweisprachig (indonesisch-deutsch), übersetzt von Katrin Bandel, indonesische Nachdichtungen von Dorothea Rosa Herliany, Begleitwort von Goenawan Mohamad. Indonesiatera, Magelang (Java) 2006, ISBN 92-97750-01-X.
- Mäuse. Novelle. In: Schöner Lesen Nr. 53. SuKuLTuR Verlag, Berlin 2006, ISBN 3-937737-60-X.
- Der Tag, der Deutschland veränderte – 9. Oktober 1989. Essay. In: Schriftenreihe des Sächsischen Landesbeauftragten für die Stasiunterlagen. Nr. 7, Leipzig 2007, ISBN 978-3-374-02506-0.
- U(DYS)TOPIA – das Auftauchen von Mythen, Märchen und Legenden in der Gegenwart, Deutsch, Englisch, Indonesisch. Hrsg. und mit Essays von Martin Jankowski, Regiospectra Verlag, Berlin 2010, ISBN 978-3-940132-14-7.
- Jakarta Berlin, Deutsch und Englisch. Hrsg. und mit Essays und Fotos von Martin Jankowski, Regiospectra Verlag, Berlin 2011, ISBN 978-3-940132-28-4.
- sekundenbuch - gedichte & gesänge. Leipziger Literaturverlag, Leipzig 2012, ISBN 978-3-86660-144-4.
- Indonesien lesen - Notizen zu Literatur und Gesellschaft. Essays und Gespräche, Regiospectra Verlag, Berlin 2014, ISBN 978-3-940132-66-6.
- kosmonautenwalzer - gedichte. Künstlerbuch in limitierter Auflage mit Grafiken von Wienke Treblin, MLB Nr. 108, aphaia Verlag, Berlin 2015.
- sasakananas INDONESIEN MATERIAL - gedichte & notate. Leipziger Literaturverlag, Leipzig 2015, ISBN 978-3-86660-197-0.
- Nachtbus nach Mitte - Berliner Gedichte von heute. Hrsg. und mit Texten von Martin Jankowski, Verlag für Berlin und Brandenburg, Berlin 2016, ISBN 978-3-945256-55-8.
- PARATAXE - das berliner stadtsprachen magazin. KLAK Verlag, Berlin 2019, ISBN 978-3-948156-06-0.
- texthelden – Berlin setzt über. Hrsg. für stadtsprachen magazin, Berlin 2022. ISBN 978-3-00-071100-8

## Auszeichnungen
- open mike 1993
- Autorenstipendium der Stiftung Kulturfonds 1996
- Arbeitsstipendium des Berliner Senats 1997
- Jahrespreis für Literaturwissenschaft und Geistesgeschichte der DVLG 1998
- Alfred-Döblin-Stipendium der deutschen Akademie der Künste 2006
- Arbeitsstipendium des Berliner Senats 2007
- Kulturaustauschstipendium des Berliner Senats 2008
- Literaturpreis der Berliner V.Baum-Stiftung (für das lyrische Lebenswerk) 2013[10]
- Sonderstipendium des Berliner Senats 2020
- Berliner Literaturstipendium für deutschsprachige Autoren 2021